# R-regeln

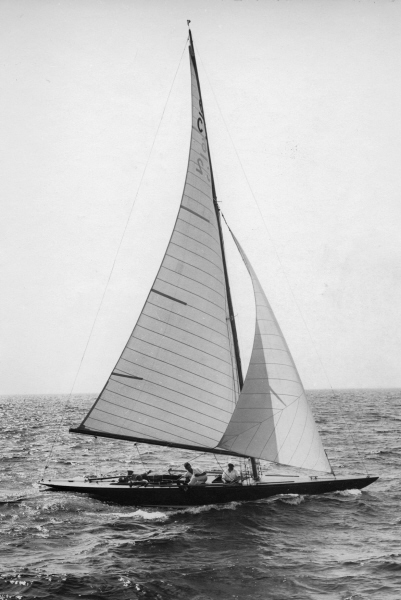
6mR-yachten "Tutti V" i juni 1927, ritad av Gustaf Estlander.

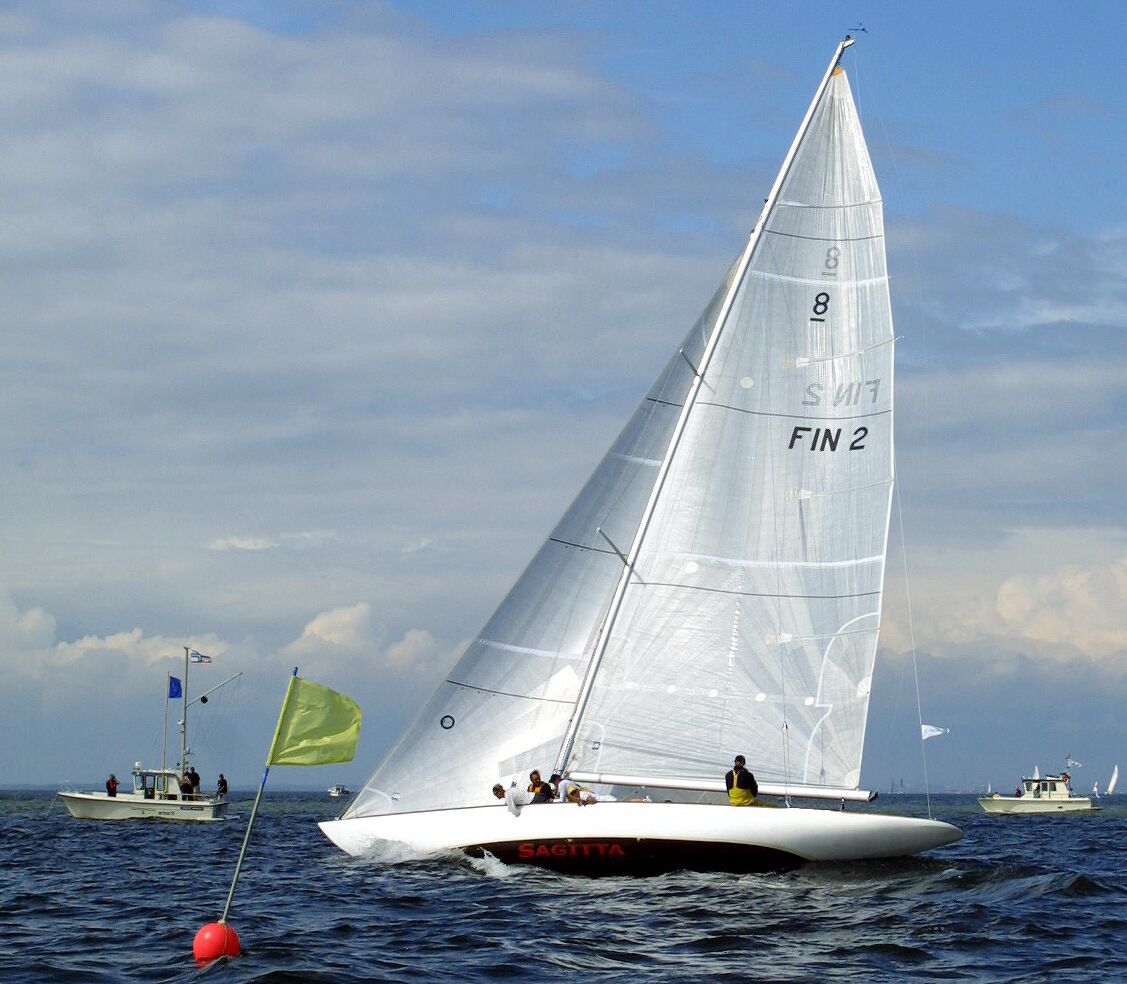
8mR-yachten Sagitta

- 2.4 mR Norlin Mk III (1987)
- 5 mR Barbro (1936)
- 5.5 mR SUI-207 Aubisque (2003)
- 6mR Rose-Marie (1921)
- 7 mR Corall (1921)
- 8 mR R ny "Sildra" (1921)
- 12mR Princess Svanevit (1930, illustrated as of post-2017 renovation)
- 23 mR Shamrock (1899) - med gaffelrigg, till skillnad från de andra fartygen på listan, med bermudarigg eller marconirigg

R-regeln är en 1907 antagen internationell kappseglingsregel, med avsikt att i enlighet den kunna bygga båtar, som var lämpade för kappsegling på alla vatten och under alla förhållanden. R-regeln har haft stor betydelse för utvecklingen av kölbåtar under hela 1900-talet och den användes i OS mellan 1908 och 1952. I America's Cup tävlade 12mR-båtar mellan 1958 och 1987.
Regeln delar in kölbåtar i klasser baserade på båtens mått insatta i en formel. Den ursprungliga formeln från 1907 ändrades 1920 och 1933. Sedan 1933 har den följande utseende:
{\displaystyle R={\frac {L+2d+{\sqrt {S}}-F}{2,37}}}
L är längden i vattenlinjen, d = g - c är omfångsdifferensen midskepps, S är segelarean och F är fribordshöjden. g och c är avstånden, längs skrovet respektive längs en rät linje, från vattenlinjen till kölens lägsta punkt. Beteckningarna g och c har sitt ursprung i de engelska orden girth respektive chain.
Regeln kom att gynna smala, V-formade båtar med stort djupgående och deplacement, hög relativ kölvikt och inledningsvis, fram till 1933, även överriggade båtar med extremt stor segelarea.  

## Klasser
- 1mR
- 2.4mR, även kallad Två-Fyra. Förr kallades de minitolvor.
- 6mR
- 8mR, även kallad R 8
- 10mR
- 12mR
- 15mR
- 19mR